# Die Bassariden
Die Bassariden (englischer Originaltitel: The Bassarids), Opera seria in einem Akt mit einem Intermezzo, ist eine Literaturoper von Hans Werner Henze, basierend auf der Tragödie Die Bakchen des Euripides; im Intermezzo wird die Sage Das Urteil der Kalliope dargestellt. Das Libretto stammt von W. H. Auden und Chester Kallman. Bei der Uraufführung am 6. August 1966 im Großen Festspielhaus Salzburg wurde eine deutsche Fassung von Helmut Reinold (Einrichtung) und Maria Bosse-Sporleder (Text) gespielt.

## Zum Titel
Bassariden ist ein spezieller Name für die thrakischen und lydischen Mänaden, der Name wird in Dichtung und Prosa ohne Unterschied von der Bezeichnung Mänaden gebraucht.

## Handlung

### Vorgeschichte
Nachdem Kadmos im Kampf einen Drachen getötet hatte, befahl ihm die Göttin Athene, dessen Zähne in die Erde zu pflanzen. Daraus sprossen bewaffnete Männer, die sich sofort bekämpften. Zusammen mit den fünf Überlebenden erbaute Kadmos die Stadt Theben, deren König er später wurde. Kadmos hatte vier Töchter: Autonoe, Ino, Semele und Agaue. Die jüngste, Agaue, vermählte er mit Echion, einem der Stadtgründer. Die beiden bekamen den Sohn Pentheus. Semele hingegen verliebte sich in den Gott Zeus und wurde von ihm schwanger. Zeus’ eifersüchtige Gattin Hera weckte in ihr den Wunsch, den Geliebten in seiner wahren göttlichen Gestalt zu sehen. Semele konnte jedoch seinen Glanz nicht ertragen und verbrannte. Zeus rettete das ungeborene Kind, indem er es in seinen Oberschenkel einnähte. Es erhielt den Namen Dionysos.

### Erster Satz
Das Volk erwartet die Ankunft von Pentheus, den sein alternder Großvater Kadmos zu seinem Nachfolger als Herrscher Thebens ernannt hat. Ein Ruf in der Ferne kündet vom Erscheinen des Gottes Dionysos am Berg Kytheron, und die Menge eilt fort, um ihm zu huldigen. Der alte blinde Seher Teiresias ist ebenfalls fasziniert von dem neuen Kult und seinen Tänzen. Er rät Kadmos, den jungen Gott nicht zu verachten, da er bald an Macht gewinnen werde. Agaue hingegen bezweifelt die Göttlichkeit ihres Neffen Dionysos. Beroe, die Amme sowohl des Pentheus als auch des Dionysos, hält sich mit ihrer Meinung zurück. Kadmos ist unschlüssig. Er will auf keinen Fall Ärger mit den Göttern bekommen. Da erscheint der Hauptmann der königlichen Wache und verliest eine Proklamation des neuen Herrschers Pentheus: Dieser erklärt, Dionysos sei ein Betrüger, und verbietet den Kult. Allen Anhängern droht der Bann. Um seinem Verbot Nachdruck zu verleihen, löscht Pentheus persönlich die Flamme auf dem Altar von Semeles Grabstätte. Agaue ist beeindruckt von der Entschlossenheit ihres Sohnes. Doch da lockt eine Stimme zum Kytheron. Das Volk kann ihr nicht widerstehen, und auch Agaue und ihre Schwester Autonoe schließen sich wie unter einem Zauber der Menge an.

### Zweiter Satz
Kadmos warnt seinen Enkel noch einmal davor, die Götter zu missachten. Er glaubt an die Göttlichkeit Dionysos’ und hat zur Zeit seiner eigenen Herrschaft grundsätzlich alle Götter geehrt. Pentheus hält den neuen Kult jedoch für eine Lüge. Er befiehlt dem Hauptmann, sämtliche Anhänger festzunehmen und ihm vorzuführen. Weigerungen sollen mit dem Tod bestraft werden. Er erklärt Beroe die Grundzüge seines Glaubens: Für ihn zählen nur Wahrheit und Güte. Dionysos dagegen sei ein „Ungott“ und „Feind des Lichts“. Pentheus schwört Beroe, dass er von nun an auf Wein, Fleisch und Frauen verzichten wolle. Der Hauptmann führt dem König eine Gruppe Bacchanten (Anhänger des Dionysos-Kults) vor, darunter Agaue, Autonoe, Teiresias und eine junge Mutter mit ihrer Tochter. Ein Jüngling fällt Pentheus dadurch auf, dass er sich im Gegensatz zu den anderen nicht in Trance befindet. Pentheus befiehlt dem Hauptmann, die Gefangenen zu foltern, um den Aufenthaltsort ihres Anführer herauszubekommen. Er selbst befragt seine Mutter Agaue, erhält aber nur eine ekstatische Arie zur Antwort. Die Folter durch den Hauptmann bleibt ebenfalls erfolglos. Beroe versucht Pentheus darauf hinzuweisen, dass es sich bei dem seltsamen Jüngling um Dionysos selbst handelt. Pentheus will sie jedoch nicht anhören. Er lässt seine Mutter und seine Tante einsperren und verbannt Teiresias. Anschließend wendet er sich dem jungen Mann zu, um ihn auszuhorchen. Der behauptet, dass sich Dionysos direkt bei ihm befinde. Er selbst heiße Acoetes, sei ein lydischer Kaufmannssohn und dem Gott auf Chios begegnet. Dort habe er ein schönes Kind gefunden und auf seinen Wunsch nach Naxos gebracht (die Meerfahrt des Dionysos). Pentheus lässt ihn ebenfalls zur Folter abführen.

### Dritter Satz

#### Erster Teil
Die Gefangenen können während eines Erdbebens entkommen. Die Opferflamme auf der Semeles Grabstätte entzündet sich unvermittelt wieder. Pentheus ist zunehmend fasziniert von der Schönheit des Jünglings, lehnt aber weiterhin seine Riten ab. Der junge Mann lässt sich von Beroe den Spiegel seiner Mutter bringen und zeigt Pentheus darin das Geschehen auf dem Kytheron.

#### Intermezzo
Garten mit mythologischen Statuen, umrahmt von Proszeniumsbogen und Seitenlogen eines Rokokotheaters
Agaue, Autonoe, Teiresias und der Hauptmann verkleiden sich für das Schäferspiel Das Urteil der Kalliope. Darin spielt Agaue die Göttin Venus, Autonoe deren Rivalin Proserpina und der Hauptmann den von beiden verehrten schönen Jüngling Adonis. Teiresias mimt den Schiedsrichter in Gestalt der Kalliope, der Muse der epischen Dichtung. Sie fordert die beiden Frauen auf, ihren Anspruch zu begründen. Venus beginnt: König Kinyras von Zypern prahlte mit der Schönheit seiner Tochter Myrrha, die er für schöner als Venus erklärte. Diese rächte sich für diese Beleidigung, indem sie Myrrha in ihren eigenen Vater verliebt machte. Als Kinyras eines Nachts schwer betrunken war, nutzte Myrrha die Gelegenheit, um mit ihm zu schlafen – und wurde schwanger. Ihr Vater war darüber so erbost, dass er sie töten wollte. In ihrer Not rief Myrrha Venus um Hilfe an. Als Kinyras mit dem Schwert nach ihr schlug, verwandelte Venus Myrrha in eine Myrte, die durch den Schlag zerbrach und den kleinen Adonis freigab. Venus war somit maßgeblich an dessen Geburt beteiligt. Proserpina fordert sie auf, nun auch den Rest der Geschichte zu erzählen: Venus erkannte, dass aus dem Kind später ein schöner Jüngling werden und es dadurch in Gefahr geraten würde. Daher sperrte sie es in einen Kasten, den sie in die Unterwelt brachte, das Reich Proserpinas und Plutos. Dort öffnete Proserpina den Kasten und lehrte den Knaben die Kunst der Liebe. Kalliope erkennt, dass beide Frauen einen gleichwertigen Anspruch auf Adonis haben, dieser aber auch Zeit für sich selbst brauche. Daher solle er ein Drittel des Jahres (unter dem Steinbock) bei Venus leben, ein weiteres Drittel (unter der Schlange) bei Proserpina und das letzte Drittel (im Löwen) frei sein. Venus jedoch fesselt Adonis mit ihrem Zauberband das ganze Jahr an sich. Ihr eifersüchtiger Gatte Mars tötet Adonis in Gestalt eines Ebers. Das Spiel endet mit einem Trauergesang aller Mitwirkenden.

#### Zweiter Teil
Pentheus fühlt sich abgestoßen von dem Gesehenen. Er ist sich jedoch nicht sicher, ob er dem Spiegel trauen kann. Die volle Wahrheit kann er nur erfahren, wenn er selbst zum Berg Kytheron geht. Der Fremde rät ihm, sich zur Sicherheit als Frau zu verkleiden. Beroe erkennt, dass Dionysos seinen Vetter in eine Falle locken will. Mit Hinweis darauf, dass sie ihrer beider Amme war, bittet sie ihn, seinen Vetter zu schonen. Dionysos will davon nichts hören. Er wirft Beroe vor, seine Mutter Semele nicht beschützt zu haben. Auf dem Berg beobachtet der verkleidete Pentheus das wilde Treiben seiner Untertanen, während Beroe in Theben bereits seinen Verlust beklagt. Der alte Kadmos beschließt sorgenvoll, vor dem Tempel zu wachen. Auf dem Kytheron preisen die Bassariden ekstatisch den Dionysos. Eine Stimme weist sie darauf hin, dass sich unter ihnen ein Fremdling versteckt habe. Pentheus wird erkannt, und die Menge stürzt sich auf ihn. Seine eigene Mutter Agaue tötet ihn im Glauben, es handle sich um einen Löwen, und nimmt seinen Kopf als Trophäe. Die anderen feiern ihre Tat.

### Vierter Satz
Noch immer in Trance bringt Agaue das vermeintliche Löwenhaupt nach Theben und zeigt es Kadmos. Beroe fordert von ihr eine Erklärung über den Verbleib des Königs. Um ihre Entrückung zu lösen, erinnert Kadmos sie an ihre Vergangenheit und ihre Familie und fordert sie auf, sich den Kopf genauer anzusehen. Erst jetzt erkennt Agaue, dass sie ihren eigenen Sohn getötet hat. Die Leute des Hauptmanns haben unterdessen am Kytheron den Rest der Leiche gefunden und bringen sie in die Stadt. Verzweifelt wünscht sich Agaue selbst den Tod. Das Volk allerdings fühlt sich nicht schuldig an dem Geschehenen. Agaue richtet letzte Worte an ihren toten Sohn und erklärt, dass ihrer beider Handlungen der Wille der Götter gewesen seien. Dionysos gibt sich jetzt offen zu erkennen. Er verbannt die Königsfamilie aus der Stadt und befiehlt dem Hauptmann, den Palast zu verbrennen. Seine Rache für den Tod seiner Mutter ist nun vollzogen. Er fordert Proserpina im Namen seines Vaters Zeus auf, Semele freizugeben. Gemeinsam mit seiner nun Thyone genannten Mutter steigt er in den Himmel auf. Vor dem Grab Semeles bleiben zwei Statuen zurück, vor denen sich das Volk anbetend niederwirft.

## Gestaltung

### Orchester
Die Orchesterbesetzung der Oper enthält die folgenden Instrumente:
- Holzbläser: vier Flöten (2. mit tiefem H, 3. auch Piccolo, 4. auch Altflöte und Piccolo), zwei Oboen, zwei Englischhörner, vier Klarinetten (3. auch Altsaxophon, 4. auch kleine Klarinette und Altsaxophon), Bassklarinette (auch Altsaxophon und Tenorsaxophon), vier Fagotte (4. auch Kontrafagott)
- Blechbläser: sechs Hörner, vier Trompeten (4. auch Basstrompete), drei Posaunen, zwei Tubas (2. auch Kontrabasstuba)
- Pauken, Schlagzeug: große Trommel mit Becken, Holztrommel, Militärtrommel, Tamburin, drei hängende Becken, zwei Paar Becken, drei Tamtams, drei Bongos, Glockenspiel, Xylophon (vorzugsweise Marimba), Vibraphon, verschiedene Zimbeln und Röhrenglocken, kleine Triangel, Metallblöcke, Peitsche, Güiro, Maracas, kleine, mittlere und große Almglocken
- Celesta, zwei Klaviere
- zwei Harfen
- Streicher
- Bühnenmusik: vier Trompeten ad lib. (aus dem Orchester), zwei Mandolinen, Gitarre

1992 erstellte Henze eine Fassung mit reduzierter Orchesterbesetzung.

### Musik
Die Oper ist ohne Pause zu spielen. Sie entspricht formal einer viersätzigen Sinfonie. Entsprechend sind die einzelnen Teile auch nicht als Akte, sondern als Sätze bezeichnet. Sie zeugen von Henzes Beschäftigung mit den Werken Gustav Mahlers. Der erste Satz steht in der Sonatensatzform. In der Exposition werden die beiden gegensätzlichen Prinzipien von Pentheus und Dionysos vorgestellt. Pentheus besitzt „blockhaft dichte Klänge“ mit Fanfarenmotiven, Dionysos dagegen „schwirrende luxurierende Klangwelten“. Den beiden Charakteren sind verschiedene „zwölftonartige Modi“ zugewiesen: der des rationalen Pentheus ist eher diatonisch gehalten, während der des Dionysos mehr Chromatik enthält. Die beiden Themen folgen nicht als Blöcke aufeinander, sondern sind auf komplexe Weise verwoben. Der zweite Satz ist ein Scherzo mit orgiastischen Tänzen. Die Arie des Dionysos zitiert den Beginn der Sarabande aus dem ersten Teil von Johann Sebastian Bachs Clavierübung. Der dritte Satz, in dem die beiden Gegenspieler aufeinandertreffen, ist ein Adagio. Es wird durch ein Intermezzo von völlig gegensätzlichem Charakter unterbrochen und mündet in eine Fuge. Dieser Satz enthält im Duett der beiden Protagonisten ein Zitat aus Mahlers 5. Sinfonie. Der vierte Satz ist eine komplexe Passacaglia, die in einen Trauermarsch überleitet. Der Rhythmus des letzteren prägt auch noch die Apotheose des Dionysos. Henze nannte diese Musik das „Dies irae der Götter“ und „Lacrymosa des Eros“.
Die einzelnen Sätze der Oper gehen nahtlos ineinander über. Den Übergang zum zweiten Satz beispielsweise bildet die verführerische Stimme, die das Volk zu Kytheron lockt. Fließende Überleitungen gibt es auch am Anfang und Ende des Intermezzos. Die Verarbeitung der beiden gegensätzlichen Themen durchzieht die gesamte Oper. Dabei gewinnt das musikalische Material des Dionysos zunehmend an Bedeutung und verdrängt das des Pentheus schließlich.
Neben den bereits genannten Beispielen gibt es weitere Zitate aus Bachs Matthäuspassion und dessen Englischer Suite in d-Moll. Für die Rhythmen ließ sich Henze von süditalienischen Volksliedern anregen.
Eine bedeutende Rolle in Henzes Oper ist dem Chor zugewiesen. Er kommentiert die Handlung nicht nur wie der griechische Theaterchor der Antike, sondern stellt auch einen „magische[n] Klanghintergrund“ bereit. Immer wieder erklingt der Freudenruf „Ayayalaya“ der Eskimosprache. Einige in der Vorlage des Euripides dem Chor zugewiesene Stellen wurden Solisten übertragen: der Amme Beroe, dem Hauptmann und Agaues Schwester Autonoe. Die Rollen von Agaue, Kadmos und Teiresias sind erweitert und vielschichtiger als in den Die Bakchen.

## Werkgeschichte
Hans Werner Henzes „Opera seria“ Die Bassariden entstand im Auftrag der Salzburger Festspiele. Das Libretto schrieben W. H. Auden und Chester Kallman, die auch den Text zu Henzes Elegie für junge Liebende verfasst hatten. Ein Ziel der beiden war es, Henze zu einer Beschäftigung mit dem Musikdrama Richard Wagners anzuregen, und Auden wies ihn konkret auf dessen Götterdämmerung hin. Grundlage des neuen Textes war die Tragödie Die Bakchen des klassischen griechischen Dramatikers Euripides. Bereits während der Proben zur Elegie im Jahr 1962 wies Auden Henze auf dieses mögliche Sujet für ein weiteres gemeinsames Projekt hin. Einige Monate darauf beschäftigte sich Henze näher mit dem Vorschlag und war „sofort von der Macht der szenischen Situationen, die das Werk bot“, hingerissen. Das Libretto lag ihm Ende August 1963 vor. Aufgrund von anderen Tätigkeiten begann er aber erst gegen Ende 1964 mit der Komposition, für die er fast ein Jahr benötigte.
Die Originalsprache der Oper ist Englisch. Bei der Uraufführung am 6. August 1966 im Großen Festspielhaus Salzburg wurde eine deutsche Fassung von Helmut Reinold (Einrichtung) und Maria Bosse-Sporleder (Text) gespielt. Die Wiener Philharmoniker und der Chor der Wiener Staatsoper spielten unter der musikalischen Leitung von Christoph von Dohnányi, mit Loren Driscoll als Dionysos, Kostas Paskalis als Pentheus, Peter Lagger als Kadmos, Helmut Melchert als Teiresias, William Dooley als Hauptmann, Kerstin Meyer als Agaue, Ingeborg Hallstein als Autonoe und Vera Little als Beroe. Es handelte sich um eine Koproduktion mit der Deutschen Oper Berlin, die das Werk noch im selben Jahr als deutsche Erstaufführung zeigte. Regie führte Gustav Rudolf Sellner, Bühne und Kostüme besorgte Filippo Sanjust, und die Choreografie stammte von Deryk Mendel.
Trotz einiger kritischer Stimmen war die Aufführung von Henzes erster symphonischen Oper ein großer Erfolg. Einwände betrafen besonders das an düsteren Anspielungen übersättigte Libretto, die Inszenierung oder den unzeitgemäßen Klassizismus, aber nicht die außerordentliche Komplexität der Komposition. Mehrere Kritiker sahen in Henze nun einen würdigen Nachfolger von Richard Strauss. Der Rezensent des Tagesspiegels schrieb: „Alles verschmilzt zur Einheit eines vollen und mächtigen Gesamtklanges, geprägt von der Persönlichkeit des Komponisten, dem in der Bewältigung dieses ebenso großartigen wie schrecklichen Stoffes die bisher stärkste Konzentration seiner schöpferischen Kräfte gelungen ist.“ Henze selbst fühlte sich von der Begeisterung und besonders dem Strauss-Vergleich eher irritiert und unverstanden. Er meinte: „Das war plötzlich so, als würde ich eingeladen, eine Rolle zu spielen, eine restaurative, die mich doch überhaupt nicht interessierte und interessiert.“ Die strenge sinfonische Form wurde ebenso wenig beachtet wie der politische Gehalt seiner Oper, in der er nach eigener Aussage Themen von Freiheit/Unfreiheit oder Repression/Revolte/Revolution behandelte. Darin nahm das Werk bereits die 68er-Bewegung vorweg. In seinen folgenden Werken wie dem Oratorium Das Floß der Medusa nahm Henze daher noch deutlicher Stellung für seine politischen Überzeugungen. Aufgrund der gewaltigen Besetzung, den hohen Anforderungen an die Ausführenden und der vom Publikum benötigten Bereitschaft, ein Werk dieser Länge und Komplexität ohne Pause konzentriert aufzunehmen, wurden vielfach Zweifel an der Repertoirefähigkeit der Bassariden geäußert. Dennoch gab es eine Vielzahl weiterer Produktionen. Einen uneingeschränkten Erfolg hatte 1974 die von Henze selbst dirigierte Londoner Produktion. Der Musikkritiker William Mann stellte die Bedeutung der Bassariden auf eine Ebene mit Alban Bergs Wozzeck und Richard Strauss’ Die Frau ohne Schatten. Auffällig ist, dass das Werk in den ersten Jahren vor allem im Ausland auf Interesse stieß. Die damalige Zurückhaltung in Deutschland ist offenbar auf die vom deutschen Musikbetrieb abgelehnte politische Ausrichtung Henzes zurückzuführen. Erst 1975 wurden die Bassariden wieder in Frankfurt gezeigt.
- 1968: Teatro alla Scala Mailand – italienische Erstaufführung in italienischer Sprache (Übersetzung: Fedele D’Amico) mit zwei Pausen; Dirigent: Nino Sanzogno[9]
- 1968: Santa Fe Opera – amerikanische Erstaufführung in englischer Sprache ohne das Intermezzo; Dirigent: Hans Werner Henze[9]
- 1969: Los Angeles[9]
- 1974: English National Opera, London – britische Erstaufführung mit neu instrumentiertem Intermezzo (nur Cembalo und Mandoline); Inszenierung und Dirigat: Hans Werner Henze,[9] Ausstattung: Timothy O’Brien und Tazeena Firth;[2] uneingeschränkter Erfolg,[4] erst jetzt wurde der humanistisch-politische Inhalt beachtet[9]
- 1975: Oper Frankfurt – Ausstattung der Londoner Produktion;[2] Dirigent: Klauspeter Seibel[10]
- 1978: Oldenburgisches Staatstheater – Inszenierung: Hans-Peter Lehmann; Dirigent: Wolfgang Schmid[9]
- 1986: Berliner Philharmonie im Rahmen der Berliner Festwochen – Radio-Symphonie-Orchester Berlin, Dirigent: Gerd Albrecht[10]
- 1989: Theater im Forum am Schlosspark Ludwigsburg im Rahmen der Ludwigsburger Schlossfestspiele – Staatsorchester Stuttgart, Dirigent: García Navarro; auch im September 1989 in Moskau; ab Dezember 1989 in der Staatsoper Stuttgart; Inszenierung: Götz Friedrich, Bühne: Günther Uecker, als „Nachtstück in einer fahlen, fragmentarisierten Landschaft“[4]
- 1990: Cleveland und Carnegie Hall New York – Cleveland Orchestra, Dirigent: Christoph von Dohnányi[10]
- 1991: Deutsche Oper am Rhein, Duisburg und Düsseldorf – Dirigent: Hans Drewanz[10]
- 1993: Theater Freiburg – Dirigent: Johannes Fritzsch[10]
- 1994: Hamburgische Staatsoper – Regie: Christine Mielitz;[4] Dirigent: Markus Stenz[10]
- 1996: Philharmonie am Gasteig München – konzertant;[4] Münchner Philharmoniker; Dirigent: Gerd Albrecht; darunter am 4. Juli ein Geburtstagskonzert für den Komponisten[10]
- 1997: Semperoper Dresden – Inszenierung: Gerd Heinz; Dirigent: Ingo Metzmacher[4]
- 1999: Teatro Real Madrid – spanische Erstaufführung; Orquesta Sinfónica de Madrid; Dirigent: Arturo Tamayo[10]
- 2002: Concertgebouw Amsterdam – niederländische Erstaufführung; Radio Filharmonisch Orkest, Dirigent: Markus Stenz[10]
- 2005: Théâtre du Châtelet Paris – französische Erstaufführung, aufgrund eines Tarifstreiks in reduzierter Fassung für 21 Instrumente mit drei Klavieren ohne Bläser und Streicher; Orchestre Philharmonique de Radio France, Dirigent: Kazushi Ōno[9]
- 2005: Het Muziektheater Amsterdam – Dirigent: Ingo Metzmacher[10]
- 2006: Konzerthaus Dortmund und Alte Oper Frankfurt – Gürzenich-Orchester Köln; Dirigent: Markus Stenz[10]
- 2008: Nationaltheater München – Originalfassung mit Intermezzo; Inszenierung: Christof Loy; Dirigent: Marc Albrecht[9]
- 2008: Staatsoper Hannover – Dirigent: Stefan Klingele[10]
- 2015: Opernhaus Mannheim – Orchester des Nationaltheaters Mannheim, Dirigent: Rossen Gergov[10]
- 2015: Teatro dell’Opera di Roma – Dirigent: Stefan Soltesz[10]
- 2018: Auditorio Nacional de Música Madrid – Orquesta Nacional de España, Dirigent: Kent Nagano[10]
- 2018: Felsenreitschule Salzburg – Wiener Philharmoniker, Dirigent: Kent Nagano[10]
- 2019: Komische Oper Berlin – reduzierte Fassung von 1992 mit Intermezzo der Originalfassung; in englischer Sprache; Inszenierung: Barrie Kosky, Bühne und Kostüme: Katrin Lea Tag, Dirigent: Wladimir Jurowski; Videostream bei Operavision[6]

Bereits bei der von ihm geleiteten Aufführung in Santa Fe 1968 hatte Henze das Intermezzo gestrichen. Er sah diese um etwa 20 Minuten kürzere Fassung ab 1992 als definitiv an. Die überarbeitete Partitur enthält stattdessen einen nur Sekunden dauernden Abschnitt, während das Intermezzo zu einem eigenständigen Werk deklariert wurde. Eine neue kleinere Instrumentalbesetzung ermöglicht eine Aufführung an kleineren Opernhäusern. Außerdem gibt es eine 1974 von Henning Brauel für die Londoner Aufführung geschaffene Fassung des Intermezzos für Cembalo und Mandoline.

## Aufnahmen
- 6. August 1966 – Christoph von Dohnányi (Dirigent), Wiener Philharmoniker, Chor der Wiener Staatsoper.
 Loren Driscoll (Dionysos), Kostas Paskalis (Pentheus), Peter Lagger (Kadmos), Helmut Melchert (Teiresias/Kalliope), William Dooley (Hauptmann/Adonis), Kerstin Meyer (Agaue/Venus), Ingeborg Hallstein (Autonoe/Proserpina), Vera Little (Beroe).
 Mitschnitt der Uraufführung; live aus Salzburg; deutsche Fassung.
 Orfeo C 6050321 (2 CDs).[11]:7060
- 27.–29. November 1986 – Gerd Albrecht (Dirigent), Rundfunk-Symphonie-Orchester Berlin, RIAS Kammerchor Berlin.
 Kenneth Riegel (Dionysos), Andreas Schmidt (Pentheus), Michael Burt (Kadmos), Robert Tear (Teiresias), William Murray (Hauptmann), Karan Armstrong (Agaue), Celina Lindsley (Autonoe), Ortrun Wenkel (Beroe).
 Studioaufnahme; Zweitfassung ohne Intermezzo.[9]
 Schwann CD: 314 006 (2 CDs).[11]:7061
- 13. April 2002 – Markus Stenz (Dirigent), Netherlands Radio Symphony Orchestra Hilversum, Netherlands Radio Chorus Hilversum.
 Robert Chafin (Dionysos), Mark Holland (Pentheus), David Wilson-Johnson (Kadmos), Ian Caley (Teiresias), Quentin Hayes (Hauptmann), Anja Silja (Agaue), Juliana Gondek (Autonoe), Elizabeth Laurence (Beroe).
 Live, konzertant aus Amsterdam.[11]:7062
- 4. und 17. Dezember 2005 – Ingo Metzmacher (Dirigent), Peter Stein (Inszenierung), Denni Sayers (Choreografie), Netherlands Philharmonic Orchestra, Netherlands Opera Chorus Amsterdam.
 Thomas Randle (Dionysos), Detlef Roth (Pentheus), Kenneth Cox (Kadmos), Chris Merritt (Teiresias), Robert Bork (Hauptmann), Kristine Ciesinski (Agaue), Margarita De Arellano (Autonoe), Anne Gjevang (Beroe).
 Live aus Amsterdam; mit Intermezzo; deutsche Fassung.[11]:7063
- 2015 – Stefan Soltesz (Dirigent), Mario Martone (Regie), Sergio Tramonti (Bühne), Ursula Patzak (Kostüme), Pasquale Mari (Licht), Orchester und Chor des Teatro dell’Opera di Roma.
 Ladislav Elgr (Dionysos), Russell Braun (Pentheus), Mark S. Doss (Kadmos), Erin Caves (Teiresias), Andrew Schroeder (Hauptmann), Veronica Simeoni (Agaue/Venus), Sara Hershkowitz (Autonoe), Sara Fulgoni (Beroe).
 Video; live aus dem Teatro dell’Opera di Roma.
 Videostream der Rai.[12]
- 2019 – Wladimir Jurowski (Dirigent), Barrie Kosky (Inszenierung), Katrin Lea Tag (Bühne und Kostüme), Franck Evin (Licht), Otto Pichler (Choreografie), Vokalsolisten und Orchester der Komischen Oper Berlin, Vokalconsort Berlin.
 Sean Panikkar (Dionysus), Günter Papendell (Pentheus), Jens Larsen (Cadmos), Ivan Turšić (Tiresias), Tom Erik Lie (Kapitän der Königlichen Garde), Tanja Ariane Baumgartner (Agave), Vera-Lotte Böcker (Autonoe), Margarita Nekrasova (Beroe).
 Video; live aus der Komischen Oper Berlin.
 Revidierte und reduzierte Fassung von 1992 mit Intermezzo der Originalfassung; in englischer Sprache.
 Videostream bei Operavision.[6]